# Rove (gmina Vojnik)
Rove – wieś w Słowenii, w gminie Vojnik. W 2018 roku liczyła 127 mieszkańców.